# Vallisneria erecta
Vallisneria erecta är en dybladsväxtart som beskrevs av Surrey Wilfrid Laurance Jacobs. Vallisneria erecta ingår i släktet Vallisneria och familjen dybladsväxter. Inga underarter finns listade.